# Anton Toscani
Antonius Franciscus Cornelis „Anton“ Toscani (* 29. Juli 1901 in Amsterdam; † 1. November 1984 ebenda) war ein niederländischer Geher.

## Karriere
Toscani nahm 1936 an den Olympischen Spielen in Berlin teil. Hier erreichte er in der Disziplin 50 km Gehen den zehnten Rang. 1938 wurde er bei den Europameisterschaften in Paris über 50 km Achter.
Auf nationaler Ebene gewann er 1935 und 1936 den niederländischen Meistertitel in der Disziplin 50 km Gehen, zusätzlich errang er fünf Titel zwischen 1931 und 1937 über 25 km. 1936 brach er den niederländischen Rekord über 50 km mit einer Zeit von 4:42:59,4 h – dieser Rekord hatte bis 1974 Bestand.